# Миодраг Нагорни
Миодраг Нагорни (Власотинце, 31. децембар 1932 – Београд, 28. септембар 2016) био је српски сликар, графичар и ликовни педагог.

## Биографија
Миодраг Нагорни рођен је од оца, белог Руса, Александра Јаковљевича Нагорног и мајке Загорке Стојковић из Власотинца. До седме године живео је у Крушевици, где је његов отац био учитељ. У 14-тој години почео је да исказује интересовање за сликарство. Због негодовања родитеља да упише Уметничку школу, накратко је уписао Учитељску школу у Алексинцу, затим Текстилну школу у Лесковцу, коју је такође напустио и вратио се у родно Власотинце, где је почео да ради у комуналном одсеку општине. Без знања родитеља отишао је у Ниш и уписао Уметничку школу. По завршетку школе за примењену уметност у Нишу, уписао је Академију ликовних уметности у Београду, смер сликарство, у класи професора Недељка Гвозденовића, где је дипломирао 1958. и магистрирао 1961. Ту је завршио и специјални течај 1962. Специјализирао је потом графику у Ослу, у атељеу Ен Брејвик и код С. В. Хајтера у Паризу.
Од 1966. године члан је интернационалне групе графичара Ателиер Норд из Осла. Радио је као професор на Академији уметности у Новом Саду. Остварио је преко 60 самосталних изложби, као и више од 130 колективних излагања широм земље и у иностранству. Био је учесник свих важних ликовних догађаја који су установљени шездесетих година на подручју СФР Југославије. Добитник је признања за графику и цртеж. Дела Миодрага Нагорног се налазе у многим музејским, уметничким и приватним колекцијама.

## Уметнички рад
Цртачки поступак Миодрага Нагорног је класичан и одликује се линеарношћу. У графици истражује нове технолошке поступке у обради метала (контра-акватинта). Виртуозност израде постиже чистом линијом којом гради композиције симетричних, кружних и елипсоидних облика орнаметналног каракетра (Зуји вредна пчела, 1976).
Читав поетски свет Нагорног концентрисан је на одгонетање мистерије рађања живота и загонетке природе – од космичког, микроскопског, праисконског, фосилног, пчелињег – до разних метаморфоза, звука и шума, капи животних сокова, кошнице као метафоре.
Формација облика, као и њихових детаља, на цртежима Миодрага Нагорног структурисана је по принципу фрактала, геометријских форми које поседују могућност безграничког разлагања на мање делове, а да притом остану приближно сличне структуре као целина од које потичу. Ове безбројне модуларне јединице генеришу бесконачни ток енергије и граде динамичке системе, које Нагорни реализује супериорном извођачком перфекцијом изразито виталне линије у увек јасно израженог потеза.
Завичајно одељење Народне библиотеке "Десанка Максимовић" у Власотинцу од 2013. године поседује легат Миодрага Нагорног. Њега сачињавају слике, графике, бакрорези и портрети 106 Власотинчана.

## Самосталне изложбе
- 1953. Власотинце, Галерија градске библиотеке (слике и цртежи);
- 1958. Београд, Галерија Графички колектив (слике и цртежи);
- 1959. Београд, Галерија Графички колектив (графике);
- 1960. Никшић, Фоаје Народног позоришта (графике);
- 1961. Београд, Галерија УЛУС-а, Теразије (цртежи);
- 1961. Пожаревац, Народни музеј (слике и графике);
- 1962. Београд, Галерија УЛУС-а, Теразије (цртежи);
- 1962. Лесковац, Културни центар;
- 1963. Загреб, Кабинет графике ЈАЗУ (графике);
- 1963. Сплит, Галерија умјетнина (цртежи и графике);
- 1964. Београд, Салон Модерне галерије (цртежи и графике);
- 1964. Љубљана, Местна галерија (графике);
- 1965. Хамбург, Haus der Begegnung (слике, цртежи и графике);
- 1965. Грац, Galerie 16;
- 1966. Беч, Internationale künstler klub (слике, цртежи и графике);
- 1966. Изерлон, haus der Heimat (графике);
- 1966. Линц , Galerie „A“ am Taübermarkt;
- 1966. Осло, Galerie Kunsterborbundet (графике);
- 1967. Београд, Мала Галерија (цртежи и графике);
- 1967. Приштина, Галерија Удружења уметника са Косова и Метохије (цртежи и графике);
- 1967. Брисел, Galerie Altair (графике);
- 1968. Ниш, Галерија савремене уметности (графике);
- 1968. Минхен, Kleine Galerie (цртежи и графике);
- 1968. Париз, Galerie et libraire (цртежи и графике);
- 1968. Осло, U.K.S. darutsiling-kunsferforeing;
- 1970. Београд, Галерија Дома омладине (слике);
- 1970.  Амстердам, Галерија Културног центра („Жива материја“ - цртежи);
- 1972. Париз, Атеље Богољуба Ивковића;
- 1974. Београд, Салон Музеја савремене уметности (слике, цртежи и графике);
- 1976. Ниш, Галерија савремене уметности (слике, цртежи и графике);
- 1976. Београд, Галерија културног центра („Пчеле“);
- 1976. Пожаревац, Галерија „Милена Павловић Барили“;
- 1977. Лесковац, Народни Музеј;
- 1977. Власотинце, Галерија Завичајног Музеја;
- 1977. Париз, Galerie Camille Renault;
- 1977. Љубљана, Мала Галерија;
- 1977. Београд, Галерија Графички колектив;
- 1977. Нови Сад, Мали ликовни салон;
- 1978. Загреб, Студио галерије Форум („Пчеле“);
- 1978. Копар, Галерија Медуза;
- 1978. Њујорк, Југословенски центар за културу;
- 1979. Осијек, Галерија ликовне уметности;
- 1979. Сомбор, Галерија ликовне јесени;
- 1980. Марибор, Галерија „Ротовж“;
- 1980. Чачак, Дом културе;
- 1980. Крушевац, Уметничка галерија;
- 1981. Аранђеловац, Изложбени павиљон „Књаз Милош“ („Човек и бескрај“ – графике);
- 1982. Прилеп, Дом културе „Марко Цепенков“;
- 1982. Власотинце, Галерија Завичајног Музеја;
- 1982. Земун, Музеј града Београда и Галерија дома ЈНА (слике и графике);
- 1983. Загреб, Галерија Спектар (графике);
- 1983. Ниш, Галерија Савремене ликовне уметности Ниш (слике и графике);
- 1983. Београд, Уметнички павиљон „Цвијета Зузорић“ (графике и цртежи);
- 1994. Београд, Галерија „Сунце“, повод обележавања 40 година рада М. Нагорног;
- 2000. Пирот, Галерија „Чедомир Крстић“ (слике);
- 2007. Пожаревац, Народни музеј (слике);
- 2015. Власотинце, Галерија Народне библиотеке „Десанка Максимовић“ (слике).[7]

## Награде (избор)
- 1962. Загреб, Откупна награда Кабинета графике ЈАЗУ на II Загребачкој изложби Југословенске графике;
- 1962. Београд, Награда Златна игла на изложби УЛУС-а;
- 1964. Београд, Награда УЛУС-а за илустрације поезије на изложби „Златно перо“;
- 1967. Париз, Прва награда за графику на V Међународном бијеналу младих;
- 1969. Бања Лука, Награда на IV Јесењем салону;
- 1969. Рим, Сребрна медаља Академије за књижевност, науку и уметност „Tomasso Campanella“;
- 1971. Загреб, Награда Модерне галерије;
- 1971. Љубљана, Награда за цртеж на III Загребачкој изложби југословенског цртежа;
- 1971. Трст, Сребрна медаља са дипломом за графику Академије Sofianopolo на I Међународном бијеналу;
- 1973. Ечка, Награда за графику на XVIII изложби Уметничке колоније Ечка;
- 1975. Београд, Повеља УЛИС-а за допринос у развоју ликовне делатности;
- 1978. Битољ, Друга награда за графику на III Тријеналу југословенске графике;
- 1978. Париз, Награда за графику „Apimondije“
- 1978. Порторож, Златна медаља са дипломом на Међународном конгресу апитерапије;
- 1978. Београд, Златна медаља за сликарство на изложби о пчеларству;
- 1979. Загреб, Награда за цтреж на VII изложби југословенског цртежа у Загребу;
- 1979. Власотинце, Награда града Власотинце и Повеља музеја града Власотинце;
- 1979. Аранђеловац, Плакета Југословенске смотре уметности „Мермер и звуци“;
- 1979. Битољ, Награда за графику на IV Тријеналу југословенске графике;
- 1984. Битољ, III награда за графику на V Тријеналу југословенске графике;
- 1987. Београд, Награда за цртеж УЛИС-а на изложби цртежа и ситне пластике;
- 1992. Ниш, Награда за сликарство на изложби ликовне колоније Сићево;
- 1999. Лесковац, Награда Grand Prix на IV Међународном бијеналу мале графике;
- 2001. Ужице, Награда Дијамантска игла на V Међународном графичком бијеналу Сува игла.[7]

## Списак радова (избор)
- Птица, лавиринт 1960, уље;
- Лептираста глава, 1961, уље;
- Фантастична птица, 1961, уље;
- Пегаз, 1962, уље;
- Сећање на Античку Грчку, 1962, уље;
- Сова, 1964, уље;
- Космичко кретање, 1964, уље;
- Празник предмета, 1963, енкаустика;
- Главе-спутници, 1962/63, енкаустика;
- Птица, време, 1963, енкаустика;
- Човек у лавиринту живота, 1965, енкаустика и песак;
- Расцветана материја 1967, бакрорез;
- Рађање материје I, 1968, бакропис;
- Рађање материје II, 1970, бакрорез;
- Сажимање материје, 1973, бакрорез;
- Пчела, 1976, бакропис/акватинта;
- Кугле које светлуцају, 1966, бакропис;
- Пчеле градитељи, 1975, бакропис/акватинта;
- Носталгичност живота;
- Свечаност рађања.